# Derk Jan Eppink
Derk Jan Eppink (Steenderen, 7 november 1958) is een Nederlands journalist, columnist en politicus. Van 31 maart 2021 tot 6 december 2023 was hij lid van de Tweede Kamer der Staten-Generaal, eerst namens JA21 en vanaf 1 september 2023 namens de BoerBurgerBeweging (BBB). Eerder was hij van 2009 tot 2014 en van 2019 tot 2021 lid van het Europees Parlement.

## Biografie

### Jeugd en opleiding
Eppink doorliep de middelbare school aan de Protestants Christelijke Scholengemeenschap UlenhofCollege in Doetinchem en studeerde daarna Nederlands recht aan de Vrije Universiteit Amsterdam van 1977 tot 1981. Vervolgens studeerde hij internationaal recht en internationale betrekkingen aan diezelfde universiteit van 1981 tot 1984.

### Loopbaan

#### Journalistiek
In 1984 werkte Eppink als stagiair bij de Europese Commissie en werd daarop assistent van PvdA-lid Ben Visser in het Europees Parlement. Eppink maakte in 1987 de overstap naar de journalistiek en werd redacteur bij de Nederlandse krant NRC Handelsblad. Hij begon als buitenlandredacteur, verzorgde berichtgeving over Afrika en was correspondent in Polen. Daarna werd hij politiek redacteur in Den Haag.
In 1995 maakte Eppink de overstap naar de Vlaamse krant De Standaard, waar hij berichtgeving verzorgde over de Belgische politiek (de Wetstraat). Hij schreef het boek Vreemde Buren over de politieke en culturele verschillen tussen Nederland en België. In 2004 publiceerde hij ook het boek Avonturen van een Nederbelg en in 2006 het boek Anatomie van paarse illusies.

#### Europese Commissie
In oktober 1999 werd Eppink lid van het kabinet van Europees commissaris Frits Bolkestein. Hij werd belast met contacten met het Europees Parlement, liberalisering van de posterijen en verbeteringen van de Europese interne markt. Hij was tevens tekstschrijver voor Bolkestein. Van oktober 2004 tot begin 2007 werkte hij voor de vicevoorzitter van de Europese Commissie, Siim Kallas (Estland). In maart 2007 publiceerde hij het boek Europese Mandarijnen over het dagelijks leven in de Europese Commissie. Het boek geeft een kijkje achter de schermen en werd vertaald in het Engels onder de titel Life of a European Mandarin en in het Ests. Een Franse vertaling kwam uit in april 2009.

#### Wederom journalistiek
Begin 2007 vertrok Eppink naar New York waar hij de berichtgeving over de Amerikaanse presidentsverkiezingen deed voor het Vlaamse weekblad Knack. Hij kreeg ook een column in het weekblad Trends over de financieel-economische wereld van Wall Street. Begin 2008 begon hij een wekelijkse column in Elsevier Magazine over buitenlandse politiek. In september 2008 publiceerde hij het boek Amerika kiest een president, dat gaat over de strijd om het presidentschap van de Verenigde Staten (Witte Huis).

#### Europees Parlement
Tussen 2009 en 2014 zetelde Eppink als eerste opvolger van lijsttrekker Jean-Marie Dedecker, die zijn zetel niet opnam, voor Lijst Dedecker (LDD) in het Europees Parlement voor België. Eppink is het enige Europees parlementslid geweest van de Lijst Dedecker in het Europees Parlement. Hij maakte er deel uit van de eurosceptische fractie van Europese Conservatieven en Hervormers. Hij was na Wilmya Zimmermann en Willem Schuth de derde Nederlander die voor een partij van een ander land in het Europees Parlement werd gekozen.
Bij de Europese Parlementsverkiezingen 2014 was Eppink lijstduwer op de kandidatenlijst van de VVD.
Eppink zegde op 1 april 2018 zijn lidmaatschap van de VVD op nadat Thierry Baudet hem had gevraagd lijsttrekker van Forum voor Democratie te worden bij de Europese Parlementsverkiezingen 2019. De voordracht werd bekendgemaakt op 9 november 2018. Bij de verkiezingen behaalde Forum voor Democratie drie zetels, waardoor Eppink weer plaats nam in het Europees Parlement. Op 4 december 2020 verliet de gehele delegatie Forum voor Democratie na onrust binnen de partij en ging onafhankelijk verder. Later die maand sloot de delegatie zich aan bij de nieuwe partij JA21.

#### Tweede Kamer
Namens JA21 stelde Eppink zich verkiesbaar bij de Tweede Kamerverkiezingen van 2021, enkele maanden later. Hij werd verkozen en verruilde op 31 maart 2021 zijn plek in het EP voor een zetel in de Tweede Kamer.
In aanloop naar de Tweede Kamerverkiezingen van november 2023 sloot Eppink zich op 1 september dat jaar aan bij de BoerBurgerBeweging (BBB). Hierbij nam hij zijn Tweede Kamerzetel mee. Hij stond voor die partij op de 25e plek op de kandidatenlijst, wat onvoldoende was voor een kamerzetel. Op 5 december 2023 nam hij afscheid van de Tweede Kamer.
Eppink noemt zichzelf sociaal-conservatief en neemt op sociaaleconomisch vlak neoliberale standpunten in.

## Publicaties
- Vreemde buren - Over politiek in Nederland en België (Uitgeverij Contact, 1998)
- Grenzen van Europa (mede-auteur Frits Bolkestein) (Lannoo, 2004)
- Avonturen van een Nederbelg - Een Nederlander ontdekt België (Lannoo, 2004)
- Anatomie van paarse illusies - Eppink zonder censuur (Davidsfonds, 2006)
- Europese Mandarijnen - Achter de schermen van de Europese Commissie (Lannoo, 2007)
- Amerika kiest een president (Davidsfonds/Leuven, 2008)
- De Eurorealisten komen - Blauwdruk voor een werkend Europa (Uitgeverij Pelckmans, 2009)
- De toren van Babel staat in Brussel (Lannoo, 2010)
- Het Rijk der Kleine Koningen - Achter de schermen van het Europees Parlement (Pelckmans, 2015)
- Europees realisme - Voor een Europa van natiestaten (mede-auteur Thierry Baudet) (Prometheus, 2019)
- Rechtsomkeert - De opstand van de gewone man (Blauwburgwal, 2024)

## Onderscheidingen
In 2006 ontving hij de Prijs voor de Vrijheid van de Vlaamsgezinde rechts-liberale denktank Nova Civitas.

## Trivia
Eppink is meerdere talen machtig, waartoe onder meer Engels, Chinees, Russisch, Duits, Frans, Italiaans en Spaans behoren.
In 2003 trouwde hij in Zuid-Afrika met een Russische tolk en lerares, die hij in Brussel ontmoette. Het stel woont in Den Haag en heeft drie kinderen.